# National Bank of Egypt Sporting Club
Il National Bank of Egypt Sporting Club (in arabo  نادي البنك الأهلي المصري الرياضي‎?, "Club sportivo della Banca nazionale d'Egitto"), noto come National Bank of Egypt oppure NBE e chiamato anche Bank Al Ahly, è una società calcistica egiziana del Cairo. Milita nella Prima Lega, la massima divisione del campionato egiziano di calcio, e gioca le gare casalinghe allo stadio della Banca nazionale d'Egitto della capitale egiziana.
Il club è di proprietà della Banca nazionale d'Egitto, che, fondata nel giugno 1898, lo possiede dal 1951, anno di fondazione della squadra.

## Storia
Il club fu fondato nel 1951 dalla Banca nazionale d'Egitto. Nel 2018-2019 ottenne il secondo posto nel gruppo B della terza divisione egiziana, conseguendo così la promozione in Seconda Divisione. Vincendo il gruppo A del campionato cadetto nel 2019-2020, fu promosso per la prima volta in prima divisione.
Nella stagione 2024-2025 raggiunge la semifinale di Coppa d'Egitto per la prima volta nella sua storia.

## Palmarès

### Competizioni nazionali
- Campionato egiziano di seconda divisione: 1

2019-2020 (gruppo A)

## Organico

### Rosa 2021-2022
Aggiornata all'8 settembre 2021.
| N. |                         | Ruolo | Calciatore        |
| -- | ----------------------- | ----- | ----------------- |
| 1  | Egitto (bandiera)       | P     | Ahmed Sobhi       |
| 2  | Egitto (bandiera)       | D     | Bousha            |
| 3  | Egitto (bandiera)       | D     | Mohamed Magdy     |
| 4  | Egitto (bandiera)       | D     | Mohamed Dabash    |
| 5  | Burkina Faso (bandiera) | D     | Mohamed Koffi     |
| 6  | Egitto (bandiera)       | C     | Mohamed Fathi     |
| 7  | Egitto (bandiera)       | A     | Mahmoud Kaoud     |
| 8  | Egitto (bandiera)       | C     | Mahmoud Sayed     |
| 9  | Egitto (bandiera)       | A     | Ahmed Sherwyda    |
| 10 | Egitto (bandiera)       | A     | Ahmed Yasser      |
| 11 | Egitto (bandiera)       | A     | Mohamed Bassiouny |
| 12 | Egitto (bandiera)       | D     | Asem Salah        |
| 13 | Egitto (bandiera)       | D     | Bahaa Magdy       |
| 14 | Egitto (bandiera)       | C     | Mohamed Laaba     |
| 15 | Niger (bandiera)        | C     | Maarouf Yussuf    |
| 16 | Egitto (bandiera)       | P     | Ahmed El Saadani  |

| N. |                    | Ruolo | Calciatore         |
| -- | ------------------ | ----- | ------------------ |
| 17 | Egitto (bandiera)  | A     | Ali Saber          |
| 18 | Egitto (bandiera)  | P     | Mahmoud El Zanfaly |
| 19 | Egitto (bandiera)  | A     | Fady Farid         |
| 20 | Egitto (bandiera)  | D     | Amir Medhat        |
| 21 | Egitto (bandiera)  | C     | Hossam El Sanaa    |
| 22 | Egitto (bandiera)  | C     | Mido Mostafa       |
| 23 | Egitto (bandiera)  | A     | Ahmed Ali          |
| 24 | Egitto (bandiera)  | D     | Osama Ibrahim      |
| 25 | Guinea (bandiera)  | A     | Moussa Diawara     |
| 26 | Egitto (bandiera)  | A     | Karim Bambo        |
| 27 | Tunisia (bandiera) | C     | Mohamed Methnani   |
| 30 | Egitto (bandiera)  | C     | Mohamed Hamed      |
| 32 | Egitto (bandiera)  | A     | Mohamed Essam      |
|    | Egitto (bandiera)  | C     | Mohamed Helal      |
|    | Egitto (bandiera)  | C     | Ahmed Said         |
|    | Egitto (bandiera)  | A     | Osama Faisal       |